# Wishmaster
Wishmaster — третій студійний альбом фінського гурту Nightwish, який вийшов 18 липня 2000 року на лейблі Spinefarm.

## Огляд
Музика цього альбому жорсткіша і монументальніша, ніж на попередніх платівках. В основному альбом складається з однотипних, недовгих (близько 4 хвилин), швидких і технічних композицій: «She Is My Sin», «The Kinslayer», «Wanderlust», «Wishmaster», «Crownless»; трьох мелодійних пісень: «Deep Silent Complete», «Come Cover Me», «Bare Grace Misery»; двох ліричних пісень: «Two for Tragedy», «Dead Boy's Poem» і восьмихвилинної композиції «Fantas Mic», що складається з трьох частин і завершує альбом.
У цьому альбомі ще яскравіше виражена його фентезі-орієнтованість. Також присутні епічні композиції: «Dead Boy's Poem» і «Fantasmic».
«The Kinslayer» — пісня про різанину в школі американського штату Колорадо. У пісні «Wishmaster» відчувається вплив різних фентезійних творів. Елберет — героїня твору Толкіна «Сильмарілліон», валу (богиня) Владичиця Зірок. Лорієн — ельфійське королівство в творах Толкіна. Shalafi у перекладі з мови ельфів із саги «Dragonlance» Трейсі Хікмена і Маргарет Вейс означає пан (master).

## Список композицій

### Звичайна редакція Spinefarm
1. «She Is My Sin» — 4:46
2. «The Kinslayer» — 3:59
3. «Come Cover Me» — 4:34
4. «Wanderlust» — 4:50
5. «Two for Tragedy» — 3:50
6. «Wishmaster» — 4:24
7. «Bare Grace Misery» — 3:41
8. «Crownless» — 4:28
9. «Deep Silent Complete» — 3:57
10. «Dead Boy's Poem» — 6:47
11. «FantasMic» — 8:27
12. «Sleepwalker» (бонус в редакції Spinefarm) — (2:55)

### Обмежена редакція Nems
1. «She Is My Sin» — 4:46
2. «The Kinslayer» — 3:59
3. «Come Cover Me» — 4:34
4. «Wanderlust» — 4:50
5. «Two for Tragedy» — 3:50
6. «Wishmaster» (ft. Sam Hardwick) — 4:24
7. «Bare Grace Misery» — 3:41
8. «Crownless» — 4:28
9. «Deep Silent Complete» — 3:57
10. «Dead Boy's Poem» — 6:47
11. «FantasMic» — 8:27
12. «Sleeping Sun» — 4:03

## Учасники запису
- Туомас Холопайнен — композитор, клавішні
- Емппу Вуорінен — гітара
- Юкка Невалайнен — ударні
- Тар'я Турунен — вокал
- Самі Вянскя — бас-гітара